# 莫搭鯨鯰
莫搭鯨鯰，為輻鰭魚綱鯰形目鯨形鯰科的其中一種，分布於南美洲拉戈馬拉開波盆地的淡水流域，體長可達15.5公分，棲息在底層水域，屬肉食性，生活習性不明。

## 擴展閱讀
維基物種上的相關：莫搭鯨鯰